# Richard Friederich Arens
Richard Friederich Arens (* 24. April 1919 in Iserlohn; † 3. Mai 2000 in Los Angeles) war ein deutschstämmiger US-amerikanischer Mathematiker.

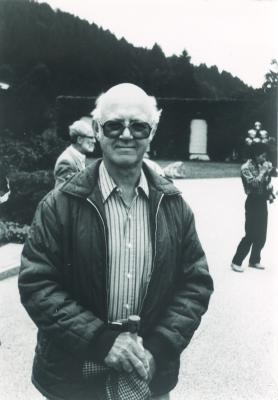
Richard Arens

## Leben
Arens kam 1925 in die Vereinigten Staaten. Er studierte ab 1937 zunächst an der University of California, Los Angeles (UCLA), ab 1940 an der Harvard University, Massachusetts. Dort promovierte er mit der Dissertation „Topologies for Spaces of Transformations“ bei Garrett Birkhoff und ging dann an das Institute for Advanced Study nach Princeton in New Jersey. Seit 1947 arbeitete Arens an der mathematischen Fakultät der UCLA, wo er bis zu seinem Ruhestand 1989 blieb.
Seine Arbeitsgebiete waren Funktionalanalysis, Banachalgebren, Funktionentheorie mehrerer Veränderlicher, Geometrische Quantisierung sowie differentialgeometrische Aspekte der klassischen Feldtheorien.
Seit 1965 war Arens Mitherausgeber des Pacific Journal of Mathematics, von 1973 bis 1979 geschäftsführender Herausgeber.
Die Begriffe Arens-Produkt, Satz von Mackey-Arens, Arens-Michael-Zerlegung, Einbettungssatz von Arens-Eells und Arens-Fort-Raum sind mit seinem Namen verbunden.